# Charolais

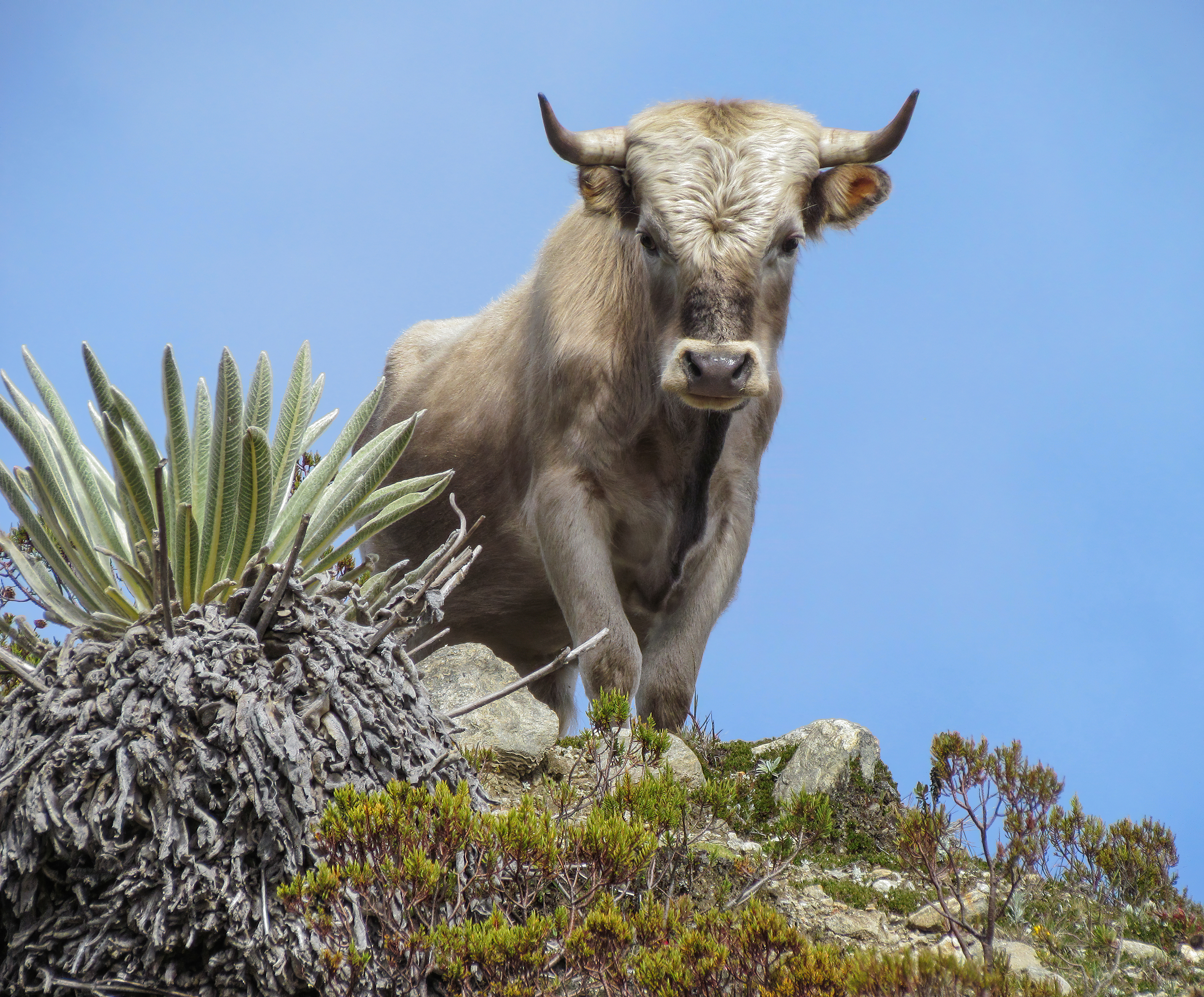
Charolais-Bulle in der Sierra Nevada, Venezuela

Charolais (französisch rasse charolaise) ist eine französische Rinderrasse. Sie wird überwiegend zur Fleischproduktion und insbesondere zur Kreuzung mit anderen Rassen eingesetzt. Ihren Namen hat die Rasse von der Umgebung von Charolles, dem Charollais.

## Aussehen
Charolais-Rinder sind einfarbig weiß bis cremefarben, ohne Pigmentflecken. Das Flotzmaul, Horn und Klauen sind hell.

## Wuchs, Größe und Gewicht

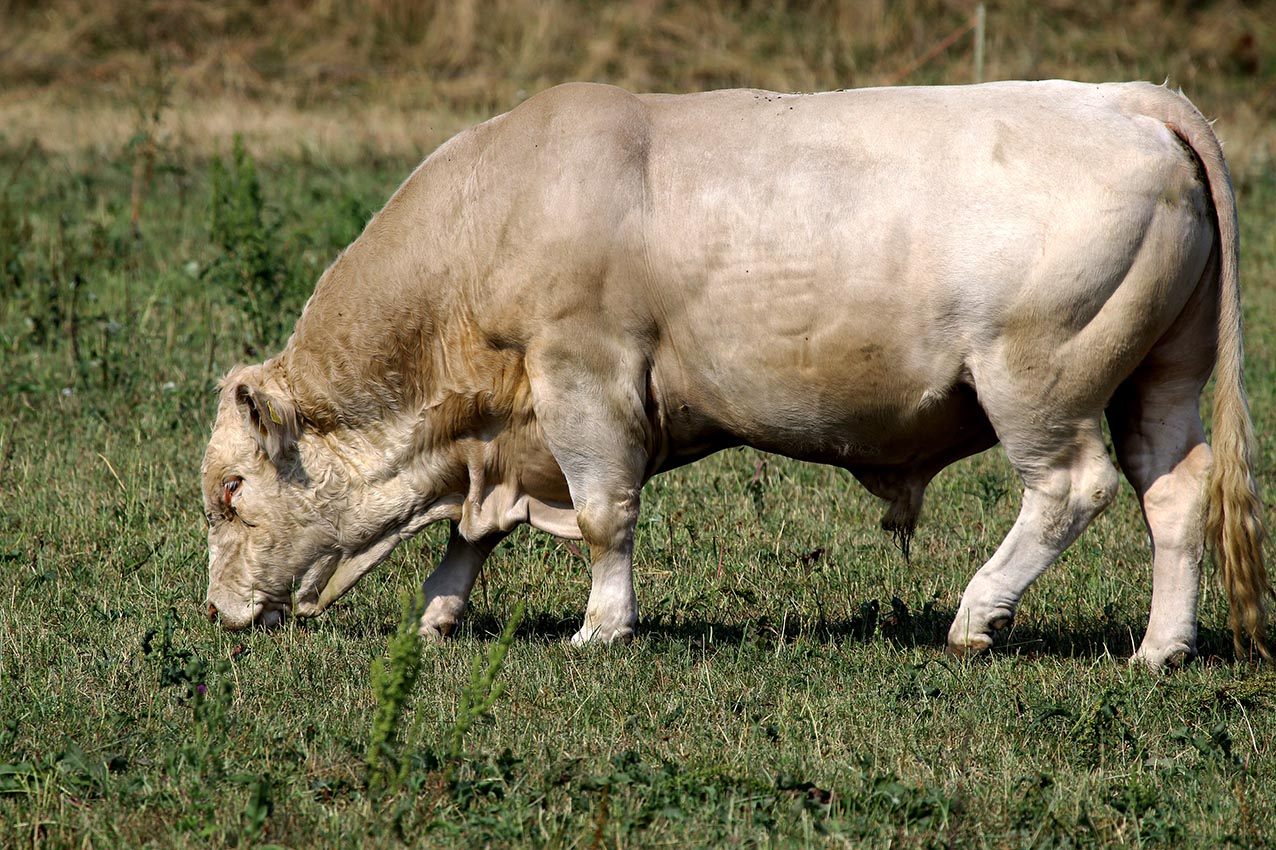
Charolaisbulle auf dem Großen Schwerin

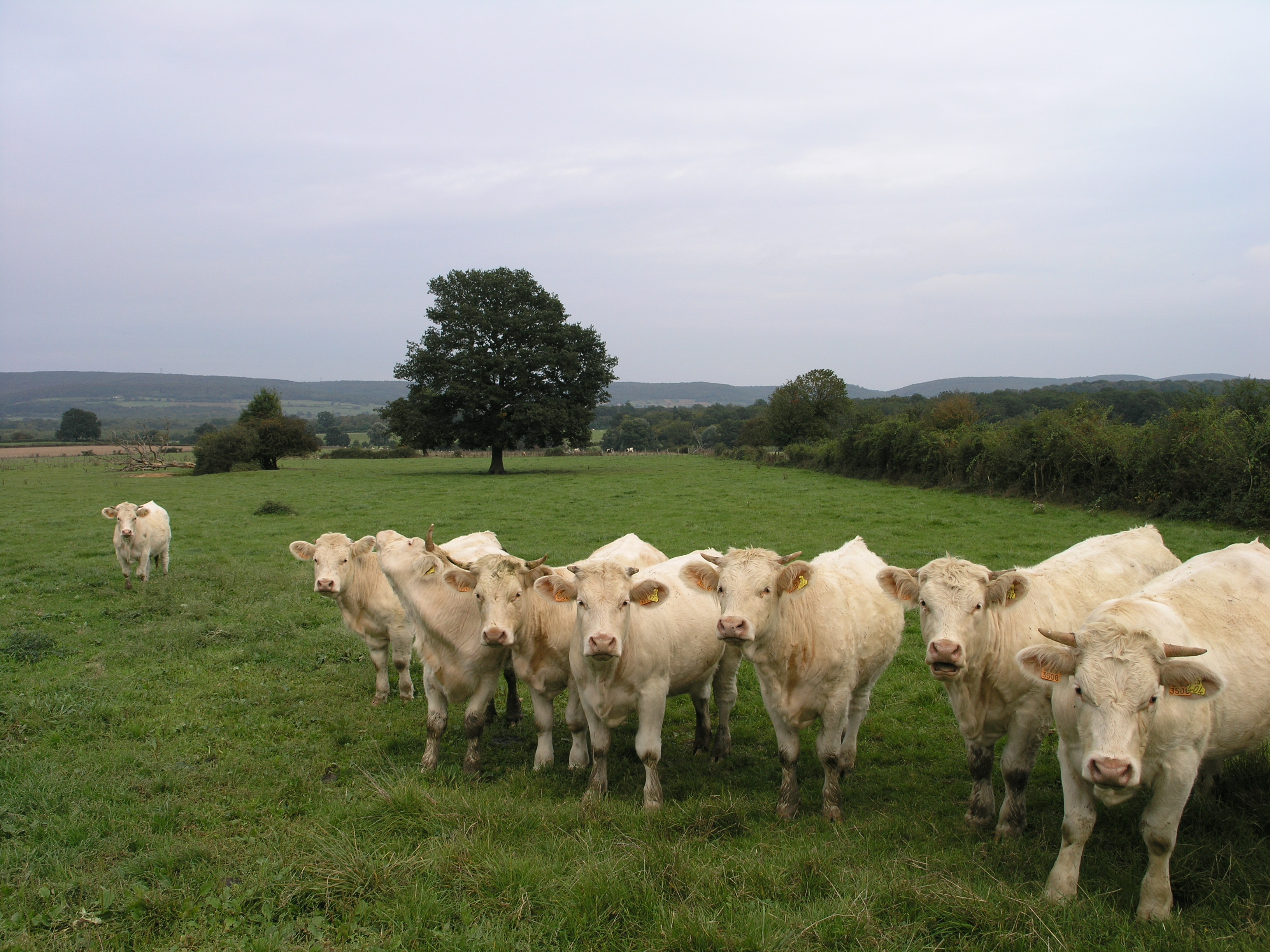
Charolais-Rinder auf der Weide

Der Wuchs ist großrahmig, der Rahmen ist breit, tief und lang; die Muskulatur ist stark ausgeprägt; die Tiere sind spätreif und weisen eine geringe Neigung zur Fettbildung auf.
| Maße und Gewichte: | Kühe   | Bullen  |
| ------------------ | ------ | ------- |
| Lebendgewicht      | 735 kg | 1140 kg |
| Widerristhöhe      | 132 cm | 142 cm  |
| Rumpflänge         | 165 cm | 180 cm  |
| Brustumfang        | 203 cm | 244 cm  |
| Brusttiefe         | 73 cm  | 83 cm   |
| Hüftbreite         | 58 cm  | 62 cm   |
| Beckenlänge        | 55 cm  | 57 cm   |
| Tgl. Zunahmen      | –      | 1400 g  |

Die Widerristhöhe von Kühen kann 140 cm erreichen, die von Stieren 150 cm. 
Kühe wiegen 700 bis 900 kg, Stiere 1100 bis 1300 kg.

## Mast- und Schlachtleistung
Die Tageszunahme beträgt 1350 bis 1400 g, die Futterverwertung liegt bei unter 3000 Stärkeeinheiten pro kg Zuwachs. Die Ausschlachtung, also das Verhältnis von ausgeschlachtetem Gewicht zum Gewicht des lebenden Tieres, ist gut.

## Herkunft, Geschichte und Kreuzungen
Der Ursprung der Rasse ist umstritten. 
Belegt ist die Opfergabe weißer Rinder bereits in der Römerzeit, die Zucht ist in Frankreich seit dem 14. Jahrhundert und die Rasse als regional spezifisches Vieh des Département Nièvre nach der Revolution nachgewiesen.  Als Fleisch- und Arbeitsrasse wird sie spätestens seit dem 18. Jahrhundert gezüchtet. Im 19. Jahrhundert wurden Shorthorn-Rinder eingekreuzt. Das erste Herdbuch wurde 1864 gegründet. Seit dem 20. Jahrhundert wird die Rasse nur noch als reine Fleischrasse gezüchtet.
In Südamerika wurden Charolais-Rinder mit Zebus zum Canchim-Rind gekreuzt.